# Huonia thalassophila
Huonia thalassophila is een libellensoort uit de familie van de korenbouten (Libellulidae), onderorde echte libellen (Anisoptera).
De wetenschappelijke naam Huonia thalassophila is voor het eerst geldig gepubliceerd in 1903 door Förster.